# Medios aceptables de cumplimiento
Los medios aceptables de cumplimiento (en inglés: acceptable means of compliance) son normas no vinculantes (Soft Law) adoptadas por la Agencia Europea de Seguridad Aérea que sirven como instrucciones para cumplir con las especificaciones expuestas en los reglamentos aéreos (Reglamento (CE) nº 216/2008 y sus normas de desarrollo). La agencia puede proporcionar también material de orientación (GM) para ayudar al usuario en la comprensión de los documentos.